# Epacris gunnii
Epacris gunnii är en ljungväxtart som beskrevs av J. D. Hook. Epacris gunnii ingår i släktet Epacris och familjen ljungväxter. Inga underarter finns listade i Catalogue of Life.